# Akerbeltz

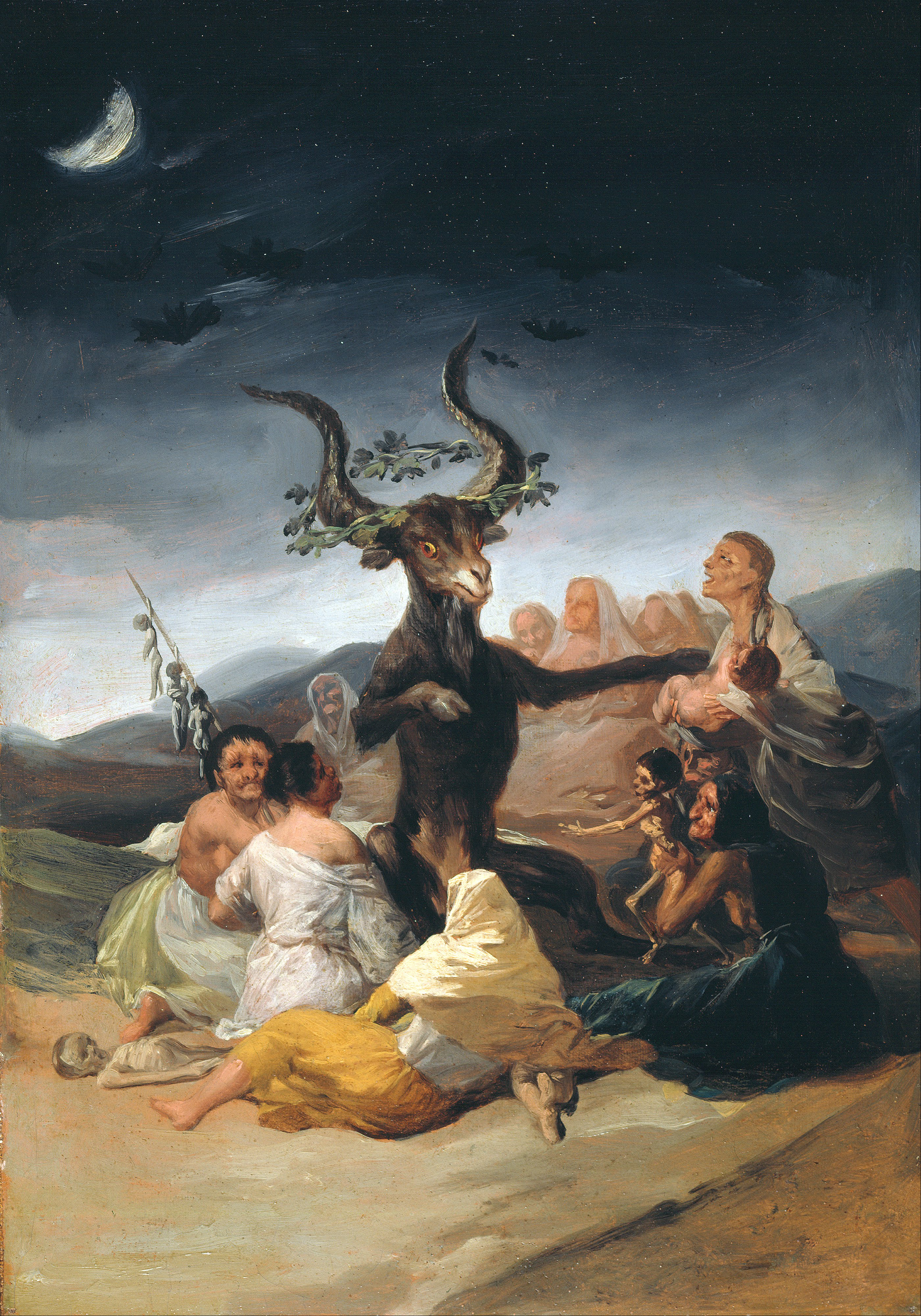
L'Aquelarre, quadre de Francisco Goya (Museu Lázaro Galdiano, Madrid).

Akerbeltz o Aker (de la llengua basca: Aker: boc i Beltz: negre) és un esperit en la mitologia popular del poble basc. Viu a l'interior de la terra i té molts esperits menors com a serfs. Al cristianisme, Akerbeltz va ser identificat amb el dimoni que presidia els aquelarres o reunions de les bruixes.
Avui dia, en canvi, es pensa que Akerbeltz era una antiga deïtat que era el protector dels animals. El boc també va ser adorat en altres països europeus i no només en el País Basc. Algunes creences sobre aquesta criatura mitològica han durat fins als nostres dies.

## Creences
Pierre de Lancre, un inquisidor que va anar a la recerca de suposades bruixes a Lapurdi i a la Baixa Navarra, va escriure un llibre anomenat "Tableu de l'Inostance", allí va escriure un testimoni d'una suposada bruixa en el qual ella assegurava que: "Akerbeltz té la cara d'un home, gran i aterridor ". Una altra bruixa també va dir que la deïtat tenia dues cares: "una al front i l'altra a l'esquena".
En paraules d'altres inquisidors, Akerbeltz era similar a un enorme gos o un bou gran que és malèvol i mentider. Aquest últim cas podria estar relacionat amb el mite de l' Aatxe (una altra criatura de la mitologia basca). Segons els inquisidors, la missa negra la qual estava presidida per Aker, era una paròdia de la missa catòlica durant la qual els devots li oferien ous, pa i diners a la deïtat.
Durant la missa abans esmentada, Aker donava un sermó en el qual incitava a les bruixes i bruixots a la maldat i després s'organitzava una bacanal en què se servia carn humana. Continuava la celebració, Aker i els seus seguidors ballaven a el so d'un txistu (instrument basc semblant a la flauta) i finalment, les bruixes realitzaven els seus encanteris.
Els folkloristes diuen que Akerbeltz era similar a algunes deïtats antigues com Dionís, en termes d'excessos, i Pan, en termes sexuals.
José Miguel de Barandiarán, que va investigar i va recopilar la cultura basca, va dir que Akerbeltz era similar a Mari (un altre esperit de la mitologia basca) perquè tenien algunes característiques en comú.
Hi havia algunes altres creences que diuen que ell era el protector dels animals i de les cases, i tenia poder per curar els animals i era la representació de la fertilitat. Era habitual que la gent de camp al País Basc tinguessin una cabra negra o boc negre en el seu estable per protegir la resta dels animals.
L'origen de la paraula Akelarre (Aker = boc; Larre = prat) prové d'un prat que es troba a l'entrada de les Coves de Zugarramurdi (Navarra).